# Sanitätswesen (KZ)
Das Sanitätswesen war eine der fünf Abteilungen (Abteilung I: Kommandantur-Stab, Abteilung II: Politische Abteilung, Abteilung III: Schutzhaftlager, Abteilung IV: Standortverwaltung, Abteilung V: Sanitätswesen), die in den nationalsozialistischen Konzentrations- bzw. Vernichtungs-/Todeslagern unterschiedliche lagerbezogene Aufgaben wahrnahmen.
Die „Abteilung V“ war obligatorischer Bestandteil des Kommandanturstabes in den Konzentrationslagern. Sie unterstand innerhalb der SS-Inspektion der Konzentrationslager (IKL) ab 1937 dem sogenannten „Leitenden Arzt“, der für Zuteilung und Versetzungen des „Sanitätspersonals“ der Konzentrationslager, die fachlichen Weisungen an die Standortärzte und die Auswertung der Monatsberichte der Standortärzte zuständig war. Nach der Unterstellung der IKL als Amtsgruppe D unter das SS-Wirtschafts- und Verwaltungshauptamt fungierte Enno Lolling ab dem 3. März 1942 als Leiter des Amtes D III für Sanitätswesen und Lagerhygiene mit Sitz in Oranienburg. In dieser Position wurde er als Leitender Arzt zum Vorgesetzten aller KZ-Lagerärzte, der wiederum dem Reichsarzt SS Ernst-Robert Grawitz unterstellt war.

## Standortarzt
Der Standortarzt, auch Erster Lagerarzt genannt, leitete innerhalb des Konzentrationslagers die „Abteilung Sanitätswesen“. Er war Vorgesetzter des gesamten medizinischen Personals des Konzentrationslagers, der die fachlichen Weisungen des Leitenden Arztes der IKL umzusetzen und die monatlichen Berichte an die IKL abzufassen hatte.

## Truppenarzt
Der Truppenarzt war für die medizinische Versorgung der am Standort tätigen SS-Totenkopfwachmannschaften und deren Angehörigen zuständig.

## Lagerarzt

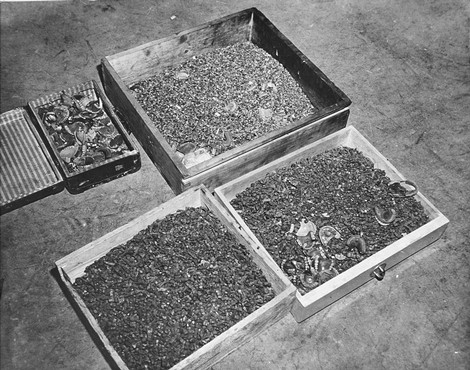
Goldzähne von Häftlingen, KZ Buchenwald nach der Befreiung, Mai 1945

Die Aufgabe der Lagerärzte, darunter auch Zahnärzte, umfasste die medizinische Versorgung der KZ-Häftlinge im sogenannten Häftlingskrankenbau beziehungsweise -revier, insbesondere die Wiederherstellung der Arbeitsfähigkeit kranker Häftlinge wie auch die Überwachung der Lagerhygiene zur Verhinderung von Seuchen. Direkte Kontakte zum Häftling als Patienten waren die Ausnahme.
Hinzu kamen Selektionen ankommender Häftlingstransporte und im Häftlingskrankenbau, Überwachung des Vergasungsvorganges, Zahngold-Verwertung getöteter Häftlinge, Feststellung des Todes nach Exekutionen insbesondere der Morde durch die Lager-Gestapo, Zwangsabtreibungen und Zwangssterilisationen sowie an einigen Orten die Teilnahme an pseudowissenschaftlichen Menschenversuchen sowie das Ermorden von Häftlingen mittels Spritzen (sogenanntes „Abspritzen“).

## SS-Sanitätsdienstgrade
Den Lagerärzten waren wiederum sogenannte SS-Sanitätsdienstgrade (SDG) als Hilfspersonal zugeteilt, die als SS-Angehörige in den Häftlingskrankenbauten als Krankenpfleger fungierten. Diese Sanitätsdienstgrade hatten oft keine oder nur kurze Krankenpflegehelferlehrgänge (Sanitäter) absolviert und verfügten daher nur bedingt über medizinische Kenntnisse.

## Häftlingsärzte und Häftlingspfleger
Die direkte Behandlung und Pflege der erkrankten Häftlinge wurde hauptsächlich von den Häftlingsärzten und -pflegern (vgl. Funktionshäftling), zum Teil illegal gegen direkte Befehle der SS, durchgeführt.

## Sonstige Funktionen des medizinischen Personals in Konzentrationslagern
Partiell waren in den Konzentrationslagern auch SS-Apotheker  tätig.